# Onze-Lieve-Vrouw ter Duinenkerk (Bray-Dunes)
De Onze-Lieve-Vrouw ter Duinenkerk (Frans: Église Notre-Dame des Dunes) is de parochiekerk gemeente Bray-Dunes, gelegen aan het Place Alphonse Bray, in het Franse Noorderdepartement.
De kerk werd van 1875-1880 gebouwd in opdracht van de stichter van het dorp, Alphonse Bray. In 1883 werd ook de kerk aan de Franse staat geschonken en kwam aan de gemeente Bray-Dunes die in datzelfde jaar werd gesticht.
Tijdens de Tweede Wereldoorlog werd de kerk zwaar beschadigd en in 1958 kon hij weer in gebruik worden genomen.
Het is een driebeukige bakstenen basilicale kerk met ingebouwde toren, welke geen spits heeft. De stijl is neogotisch.